# Ctenotus australis
Ctenotus australis este o specie de șopârle din genul Ctenotus, familia Scincidae, descrisă de Gray 1838. Conform Catalogue of Life specia Ctenotus australis nu are subspecii cunoscute.